# Jelenec
Jelenec est un village de Slovaquie situé dans la région de Nitra.

## Histoire
Première mention écrite du village en 1113.

## Démographie

### Évolution de la population
| Année:               | 1994. | 2004.   | 2014.   | 2024.   |
| -------------------- | ----- | ------- | ------- | ------- |
| Nombre de personnes: | 1919  | 1984    | 2064    | 2104    |
| Différence:          |       | +3,38 % | +4,03 % | +1,93 % |

| Année:               | 2023. | 2024.   |
| -------------------- | ----- | ------- |
| Nombre de personnes: | 2116  | 2104    |
| Différence:          |       | -0,56 % |